# Nasser Menassel
Nasser Menassel (La Tronche, 6 gennaio 1983) è un ex calciatore francese, di ruolo centrocampista.

## Carriera
Ha collezionato 86 presenze e una rete nella massima serie rumena.